# Еволюційна таксономія
Еволюційна таксономія (або еволюційна систематика) — один із напрямів біологічної систематики, найбільш впливовий в 1950-1970-ті рр. і продовжує зберігати в даний час певне значення.
Класиками цього напрямку можна вважати Дж. Г. Сімпсона і Е. Майра. Такої думки дотримувався, зокрема, один з найвизначніших представників еволюційної систематики академік А. Л. Тахтаджян, який, посилаючись на роботу А. Чериджа, писав, що той "називає сучасну еволюційну систематику сімпсонівською (Simpsonian), що не позбавлене підстав, адже саме Simpson (і паралельно Mayr) послідовно розвивав дарвинівську методологію.

## Програма еволюційної систематики
Позитивна програма еволюційної систематики сформувалася поступово в ході дискусій з прихильниками ідеалістичної морфології в 1930-1940-ві, фенетики, або нумеричної таксономії, в 1950-60-е і кладистами в 1970-80-ті рр. Найбільш суттєві особливості полягали в тому, що — на відміну від прихильників ідеалістичної морфології і фенетики — прихильники еволюційної систематики визнавали, що система повинна співвідноситися з філогенією, але — на відміну від кладистів — вони не наполягали на суворій і взаємно-однозначній відповідності між реконструйованою схемою філогенезу і класифікацією.
Зокрема, це виражалося у різному ставленні до проблеми парафілетичних груп. У той час як прихильники еволюційної систематики були схильні визнавати їх, вважаючи різновидом монофілетичних, кладісти відкидали парафілетичні групи у своїх класифікаціях, наполягаючи на більш вузькому розумінні монофілії.
Говорячи про відмінності між двома напрямками, А. Л. Тахтаджян відзначав: «Для кладістів філогенія зводиться до … генеалогії і класифікації і виявляється швидше класифікацією апоморфних ознак, ніж організмів… На відміну від кладистів еволюційна систематика ґрунтується не тільки на кладистичному аналізі, а й на урахуванні темпів і модусів еволюції окремих гілок, ступені їх дивергенції і рівні спеціалізації».

## Концепція таксона в еволюційній систематиці
Для опису відмінності в підходах еволюційної систематики та кладистики до поняття «таксона» обговоримо коротко відмінність між апоморфними і плезіоморфними ознаками. Апоморфна ознака — це ознака, що виділяє групу видів серед безлічі інших і успадкований членами групи від їх загального предка. Плезіоморфна ознака — це ознака, успадкована групою видів від їх загального предка і характеризує велику за обсягом групу, яка містить першу групу в якості своєї підгрупи.
Згідно поглядам кладистів, таксони можуть виділятися тільки за апоморфними ознаками (оскільки група, при виділенні якої беруться до уваги і плезіоморфні ознаки, може виявитися парафілетичною). А. Л. Тахтаджян відзначав в зв'язку з цим: «Звичайно, значення апоморфних і плезіоморфних ознак для систематики різне. Безсумнівно, аналіз „горизонтальних“ (патристичних) взаємовідносин сестринських груп повинен бути заснований на апоморфних ознаках. Однак при з'ясуванні вертикальних взаємин між послідовними галуженнями кладограми плезіоморфні ознаки набувають велике, часто вирішальне значення».
Не менш важливе значення плезіоморфних ознак для відновлення вигляду і будови анцестральних груп. Згідно Л. П. Татаринову, урахування сімплезіоморфії має велике значення для реконструкції організації предкових організмів, і без цього характеристики предків перетворюються на «мозаїку обмеженого числа часом слабо пов'язаних одна з одною апоморфних ознак».
В результаті системи, створювані за методологіями еволюційної систематики та кладистики, можуть збігатися, а можуть і мати відчутні відмінності. Як приклад розглянемо структуру класу Mammalia (Ссавці), обмежуючись лише (зазвичай приймаються) рядами, що включають нині живучі види. За результатами досліджень останніх років, практично всі такі ряди (як і сам клас Mammalia) представляють собою монофілетичні групи; винятком є лише ряд Artiodactyla (Парнокопитні).
Немонофілетичність Artiodactyla зумовлена тим, що окремі групи, які входять до нього, утворюють монофілетична групу (що отримала назву Cetartiodactyla (Китопарнокопитні)), тільки за умови, що до них додається група Cetacea (Китоподібні), яка традиційно має ранг ряду. Взаємини між цими групами можна представити у вигляді такої кладограми:
|  | Ruminantia (підряд Жуйні )                                                                        |
|  |                                                                                                   |
|  | \| \| Hippopotamidae (родина Бегемотові) \| \| \| \| \| \| Cetacea (ряд Китоподібні ) \| \| \| \| |
|  |                                                                                                   |
|  | Hippopotamidae (родина Бегемотові)                                                                |
|  |                                                                                                   |
|  | Cetacea (ряд Китоподібні )                                                                        |
|  |                                                                                                   |

|  | Hippopotamidae (родина Бегемотові) |
|  |                                    |
|  | Cetacea (ряд Китоподібні )         |
|  |                                    |

|  | Ruminantia (підряд Жуйні )                                                                        |
|  |                                                                                                   |
|  | \| \| Hippopotamidae (родина Бегемотові) \| \| \| \| \| \| Cetacea (ряд Китоподібні ) \| \| \| \| |
|  |                                                                                                   |
|  | Hippopotamidae (родина Бегемотові)                                                                |
|  |                                                                                                   |
|  | Cetacea (ряд Китоподібні )                                                                        |
|  |                                                                                                   |

|  | Hippopotamidae (родина Бегемотові) |
|  |                                    |
|  | Cetacea (ряд Китоподібні )         |
|  |                                    |

|  | Ruminantia (підряд Жуйні )                                                                        |
|  |                                                                                                   |
|  | \| \| Hippopotamidae (родина Бегемотові) \| \| \| \| \| \| Cetacea (ряд Китоподібні ) \| \| \| \| |
|  |                                                                                                   |
|  | Hippopotamidae (родина Бегемотові)                                                                |
|  |                                                                                                   |
|  | Cetacea (ряд Китоподібні )                                                                        |
|  |                                                                                                   |

|  | Hippopotamidae (родина Бегемотові) |
|  |                                    |
|  | Cetacea (ряд Китоподібні )         |
|  |                                    |

|  | Ruminantia (підряд Жуйні )                                                                        |
|  |                                                                                                   |
|  | \| \| Hippopotamidae (родина Бегемотові) \| \| \| \| \| \| Cetacea (ряд Китоподібні ) \| \| \| \| |
|  |                                                                                                   |
|  | Hippopotamidae (родина Бегемотові)                                                                |
|  |                                                                                                   |
|  | Cetacea (ряд Китоподібні )                                                                        |
|  |                                                                                                   |

|  | Hippopotamidae (родина Бегемотові) |
|  |                                    |
|  | Cetacea (ряд Китоподібні )         |
|  |                                    |

Відповідно до представленої на даній кладограмі філогеней, кладистики не визнають Artiodactyla як таксон (оскільки це — парафілетична група), і його місце в системі займає таксон Cetartiodactyla (ранг якому не присвоєно).
У еволюційній систематиці можливі три підходи. По-перше, можна зберегти існуючу номенклатуру рядів (парафілетичність Artiodactyla не забороняє вважати дану групу повноцінним таксоном). По-друге, можна (домагаючись монофілетичності всіх вхідних в Mammalia рядів) видалити з системи ряд Artiodactyla, надавши ранг ряду групам, що нині мають назву Tylopoda, Suoidea, Ruminantia і Hippopotamidae (з можливим корегуванням деяких з цих назв). По-третє, можна надати ранг ряду групі Cetartiodactyla, видаливши з системи Artiodactyla і знизивши ранг Cetacea до підряду. Всі три підходи не порушують правил, за якими виділяють таксони в рамках еволюційної систематики; вибір найкращого з цих підходів передбачає ретельний аналіз як дивергенції всіх даних груп, так і ступеня подібності цих груп (і групи Cetacea).

## Сучасний стан еволюційної систематики
В даний час у світовій практиці еволюційна таксономія поступилася лідируючим місцем кладистиці. За деякими оцінками, не менше 90 % робіт з систематики на Заході виходить під безпосереднім впливом кладизма. Однак частина вчених (в тому числі й досить великих — таких, наприклад, як відомий фахівець в області мегасистематики живих організмів Т. Кавалір-Сміт) продовжує залишатися переконаними прихильниками еволюційної таксономії.